# Cissé Abdoulaye
Cissé Abdoulaye es un deportista marfileño que compitió en taekwondo. Ganó dos medallas de bronce en el Campeonato Mundial de Taekwondo, en los años 1979 y 1985.

## Palmarés internacional
| Campeonato Mundial | Campeonato Mundial   | Campeonato Mundial | Campeonato Mundial |
| Año                | Lugar                | Medalla            | Categoría          |
| ------------------ | -------------------- | ------------------ | ------------------ |
| 1979               | Stuttgart (RFA)      | Medalla de bronce  | –84 kg             |
| 1985               | Seúl (Corea del Sur) | Medalla de bronce  | +83 kg             |